# Daijiro Okuda
Daijiro Okuda (født 23. april 1989) er en japansk tidligere professionel fodboldspiller.
Han har spillet for flere forskellige klubber i sin karriere, herunder Fujieda MYFC.